# Eviota prasina
Eviota prasina es una especie de pez de la familia de los Gobiidae en el orden de los Perciformes.

## Morfología
Los machos pueden llegar a alcanzar los 3,1 cm de longitud total.

## Distribución geográfica
Se encuentra desde el Mar Rojo hasta Fiyi, el sur del Japón y Tonga.

## Observaciones
Es inofensivo para los humanos.